# Makes No Difference
«Makes No Difference», є першим синглом канадської панк-групи Sum 41 з міні-альбому Half Hour of Power. Пісня звучала в декількох фільмах: Добийся успіху, Вийшов холод та Вен Вайлдер.

## Кліп
У кліпі на пісню «Makes No Difference» показують, як двоє хлопців влаштовують вечірку в себе вдома, та на цій вечірці співають Sum 41. На відео можна помітити американського репера DMX, колишнього барабанщика Авріл Лавін Мета Брана. Також є інша версія кліпу, в ній показано відео, яке знімала сама група, наприклад: пограбування піцерії за допомогою водяної зброї та ін.

## Поява пісні в медіапродуктах
- Кавер версія пісні, виконана Винном Ломбардо в 2006 році, була у відео грі Elite Beat Agents для Nintendo DS.
- Пісня грає в титрах аніме фільму Bardock: The Father of Goku.
- Пісня грає в двох іграх EA Sports NHL 2002 та Dave Mirra's Freestyle BMX 2.

## Чарти
| Чарт (2000)                         | Пікова позиція |
| ----------------------------------- | -------------- |
| Billboard Modern Rock Tracks        | 32             |
| Canadian RPM Rock/Alternative Chart | 26             |